# نانسي بيرد والتون
نانسي بيرد والتون (بالإنجليزية: Nancy Bird Walton)‏ هي طيارة أسترالية، ولدت في 16 أكتوبر 1915 في Kew, New South Wales ‏ في أستراليا، وتوفيت في 13 يناير 2009 في سيدني في أستراليا.